# Europese kampioenschappen badminton 2021
De 28e editie van de Europese kampioenschappen badminton werd van 27 april t/m 2 mei 2021 gehouden in de Oekraïense hoofdstad Kyiv.

## Medaillewinnaars
| Onderdeel      | 1e plaats                      | 2e plaats                  | 3e plaats                           |
| -------------- | ------------------------------ | -------------------------- | ----------------------------------- |
| Mannen enkel   | Anders Antonsen                | Viktor Axelsen             | Kalle Koljonen                      |
| Mannen enkel   | Anders Antonsen                | Viktor Axelsen             | Hans-Kristian Solberg Vittinghus    |
| Vrouwen enkel  | Carolina Marín                 | Line Christophersen        | Kirsty Gilmour                      |
| Vrouwen enkel  | Carolina Marín                 | Line Christophersen        | Neslihan Yigit                      |
| Mannen dubbel  | Vladimir Ivanov Ivan Sozonov   | Mark Lamsfuß Marvin Seidel | Kim Astrup Anders Skaarup Rasmussen |
| Mannen dubbel  | Vladimir Ivanov Ivan Sozonov   | Mark Lamsfuß Marvin Seidel | Marcus Ellis Chris Langridge        |
| Vrouwen dubbel | Gabriela Stoeva Stefani Stoeva | Chloe Birch Lauren Smith   | Maiken Fruergaard Sara Thygesen     |
| Vrouwen dubbel | Gabriela Stoeva Stefani Stoeva | Chloe Birch Lauren Smith   | Selena Piek Cheryl Seinen           |
| Gemengd dubbel | Rodion Alimov Alina Davletova  | Marcus Ellis Lauren Smith  | Mathias Christiansen Alexandra Bøje |
| Gemengd dubbel | Rodion Alimov Alina Davletova  | Marcus Ellis Lauren Smith  | Mark Lamsfuß Isabel Herttrich       |

## Medailleklassement
| Plaats | Land       | Goud | Zilver | Brons | Totaal |
| 1      | Rusland    | 2    | 0      | 0     | 2      |
| 2      | Denemarken | 1    | 2      | 4     | 7      |
| 3      | Bulgarije  | 1    | 0      | 0     | 1      |
| 3      | Spanje     | 1    | 0      | 0     | 1      |
| 5      | Engeland   | 0    | 2      | 1     | 3      |
| 6      | Duitsland  | 0    | 1      | 1     | 2      |
| 7      | Finland    | 0    | 0      | 1     | 1      |
| 7      | Nederland  | 0    | 0      | 1     | 1      |
| 7      | Schotland  | 0    | 0      | 1     | 1      |
| 7      | Turkije    | 0    | 0      | 1     | 1      |
| Totaal | Totaal     | 5    | 5      | 10    | 20     |

Bochum 1968 ·
Port Talbot 1970 ·
Karlskrona 1972 ·
Wenen 1974 ·
Dublin 1976 ·
Preston 1978 ·
Groningen 1980 ·
Böblingen 1982 ·
Preston 1984 ·
Uppsala 1986 ·
Kristiansand 1988 ·
Moskou 1990 ·
Glasgow 1992 ·
Den Bosch 1994 ·
Herning 1996 ·
Sofia 1998 ·
Glasgow 2000 ·
Malmö 2002 ·
Genève 2004 ·
Den Bosch 2006 ·
Herning 2008 ·
Manchester 2010 ·
Karlskrona 2012 ·
Kazan 2014 ·
La Roche-sur-Yon 2016 ·
Kolding 2017 ·
Huelva 2018 ·
Kyiv 2021 ·
Madrid 2022 ·
Saarbrücken 2024